# ライジングゼファーフクオカ
ライジングゼファーフクオカ（英: Rizing Zephyr Fukuoka）は、福岡県をホームタウンとするプロバスケットボールチーム。運営法人はライジングゼファーフクオカ株式会社。2006年にライジング福岡として創設され、現在はB2リーグの西地区に所属している。呼称はライジングゼファー福岡。
なお、母体である福岡BBボーイズ および、実質的な前身でもある福岡レッドファルコンズ についてもこの項で解説する。

## 概要
ホームタウンは福岡県福岡市。運営会社はライジングゼファーフクオカ株式会社。2007-08シーズンよりライジング福岡（ライジングふくおか）の名称でbjリーグに加わり、bjリーグ 2012-13シーズンに準優勝。
2016年にbjリーグとNBLが統合しB.LEAGUEが発足するとともに、3部相当のB3.LEAGUEに移動した。これに合わせ2016年7月、現在のチーム名に改められた。チーム名「ライジング」は、福岡県の太宰府天満宮に祀られ、「雷神」と化したという伝説を残す菅原道真と、「上昇」を意味する英語の"rising"をかけたもので、公募によって決定された。「ゼファー」はギリシア神話における西風の神ゼファーを指し、「風神」、「雷神」がそろい踏みになりながら勝利を呼び込むように、と願いを込めている。毎年1月には、筥崎宮で必勝祈願を行うのが恒例となっている。
2018年6月29日、ロゴの変更を発表。「R」と「Z」の図形から成る新たなロゴが公開された。ライジングの「雷神」、ゼファーの「風神」が雷のように力強く、風のような速さで上昇していくイメージを表現している。

### ユニフォームスポンサー （2024-25シーズン）
- ユニフォームサプライヤー：EGOZARU[7]
- 前面：やずや（中央）
- 背面：明治産業（腰）
- パンツ：ザザグループ（右前）、麻生専門学校グループ（右後）、三井不動産リアルティ（左後、「三井のリハウス」明記）

### 歴代ユニフォーム
| HOME      | HOME      | HOME      | HOME      | HOME      |
| --------- | --------- | --------- | --------- | --------- |
| 2017 - 18 | 2018 - 19 | 2019 - 20 | 2020 - 21 | 2021 - 22 |
| 2022 - 23 | 2023 - 24 | 2024 - 25 | 2025 - 26 |           |
|           |           |           |           |           |

| AWAY      | AWAY      | AWAY      | AWAY      | AWAY      |
| --------- | --------- | --------- | --------- | --------- |
| 2017 - 18 | 2018 - 19 | 2019 - 20 | 2020 - 21 | 2021 - 22 |
| 2022 - 23 | 2023 - 24 | 2024 - 25 | 2025 - 26 |           |
|           |           |           |           |           |

| 2017 - 18 3rd | 2018 - 19 3rd |
|               |               |

### 応援スタイル
会場主導のリズムに合わせ声を出し手を叩く、オーソドックスな応援スタイル。2012-13シーズンは、チームのセカンドカラーである赤を基調にし、「Rize to the Chip!!」の文字があしらわれたTシャツを応援グッズとしていた。

### 会場MCとオフィシャルチアリーダー
会場MCはU-LAW（2011-12〜）。オフィシャルチアリーダーは RsunZ。2018-19シーズンから試合会場、イベントなどで活動している。
2017-18シーズンまではRadiant Fukuoka Cheerleader（RFC）がホームゲームに登場していた。ライジング福岡発足当初は球団直轄であったが、最初のシーズンを終えた後に独立し、RFCプロダクションズ運営となった。2018年以降はアビスパ福岡ホームゲームなど県内の様々なイベントに登場している。

### マスコット
- 神(ジン)くん

B2リーグで優勝した瞬間に地上へ舞い降りた。雷と風のハーフであり、密かに帰化枠でセンターよりのガードポジションを狙っている。

### 車いすバスケットボール
- ライジングゼファーフクオカWheelchair

福岡県内を拠点に活動する車いすバスケットボールチーム。2019年に既存チームの「福岡breez」を傘下に収めて保有し、現チーム名変更した。2016年、日本車いすバスケットボール選手権大会に出場して以降、4年連続で予選大会を勝ち上がり日本選手権(天皇杯)に出場するなど、実績を築いている。女子選手も所属しており、平井美喜（女子チームの九州ドルフィンにも所属）が車いすバスケットボール女子日本代表に選出され、2020年東京パラリンピックで銀メダルを獲得した。

## 歴史

### 福岡レッドファルコンズ
2005年、新潟アルビレックスのJBLスーパーリーグ脱退に伴い、福岡県からIT企業のインテントが中心となって地域密着型クラブチーム「福岡レッドファルコンズ」を設立、2005-06シーズンからJBLスーパーリーグに新規参入した。福岡は高校以下のジュニア世代や社会人のあらゆるカテゴリーにおいて全国優勝を手にしている「バスケット王国」であり、このことがプロチーム発足へと繋がった。九州からのトップリーグ参加は日本リーグ黎明期の八幡製鉄所以来となる。「レッドファルコンズ」とは「赤いハヤブサ」と言う意味で、同じ福岡をホームとするプロスポーツチームの福岡ソフトバンクホークス（野球・ホークス = 鷹）やアビスパ福岡（サッカー・アビスパ = 蜂）からヒントを得て名づけられた。鹿児島県を本拠地とするクラブチームであるレノヴァ鹿児島（現鹿児島レブナイズ）のチーム愛称候補には「鹿児島レッドファルコン」というものもあった。
練習拠点は福岡県宗像市のグローバルアリーナ。元日本代表の庄司和広らを移籍獲得。外国人2名と新人を合わせ選手全員とプロ契約を結んだ。ヘッドコーチには地元出身の後藤敏博が就任したが、開幕前に原田茂に交代した。
しかし、母体企業の経営不振に加え地元スポンサーの獲得が難航。選手・スタッフの給与未払いや2000万円の使途不明金も発覚し、経営不安が表面化。社長の自殺未遂にまで及ぶ事態となった。そのため、全日本総合バスケットボール選手権大会（オールジャパン）には選手・スタッフの自費で参加。
2006年1月19日、スーパーリーグ後半戦の不参加を表明するとともに、バスケットボール日本リーグ機構 (JBL) 脱退の意向を示した。結果的にスーパーリーグは14戦全敗、公式戦もオールジャパンにおける（当時3年生の竹内公輔を擁した）慶大との1回戦での1勝のみでチームは解散。JBLは特例による選手のJBLチームへの受け入れを表明。また、bjリーグもアーリーチャレンジ選手制度を設けて選手の救済に当たった。
新会社は船田幸夫社長代行と知人を介して面識のあった木村育生が社長を務めるインボイスに支援を求め、木村が会長を務めるbjリーグに転籍を表明、2006-07シーズン以降の参入を目指したが、「（旧社の）債務がありすぎ、道義的な部分で会社を人任せにはできなかった」（船田社長代行）との理由から、2006年2月10日付けでbjリーグへの参入願を取り下げた。
福岡レッドファルコンズに所属した選手
- 3　根間洋一
- 5　佐藤信長
- 6　小野壮二郎
- 7　高原純平
- 8　上山博之
- 10 庄司和広
- 11 川面剛
- 13 城間修平
- 14 セドリック・ピープルズ
- 15 堀田剛司
- 25 竹田謙
- 40 田中健
- 44 ピーター・コーネル

### 福岡BBボーイズ
一方、福岡市では地元スポーツマネジメント会社の「スポーツコーディネート ペサス」が中心となってbjリーグ参戦を表明。福岡レッドファルコンズ以前よりbjリーグ参入を目指していたが、レッドファルコンズの解散を受け、活動を本格化する。ちなみにペサスには元プロ野球選手の今井雄太郎らが所属している。
2006年春、元レッドファルコンズの川面剛らによって新たなクラブチーム「福岡BBボーイズ」が設立された。チーム名は「Basket Ball Boys」と「Basket Bad Boys」をかけて付けられた。2007-08シーズン以降のbjリーグ参戦を目指しスポンサーを獲得。元bj選手2名も補強。のじぎく兵庫国体にも2名の選手が参加し、福岡県は優勝を果たした。一方でクラブも大分ヒートデビルズの福岡におけるホームゲームの興行権を獲得し、bjの前座試合に出場している。
なお、現在のライジング福岡との資本関係は全くない。

### ライジング福岡
2006年11月30日、福岡市を本拠地とし、2007-08シーズンのbjリーグ参戦が決定した。
同年12月20日よりチーム名の公募を開始。「BB」を公募の際に使用する条件とし、候補は「福岡アスピアBB」「福岡BBオーシャンズ」「福岡ライジングBB」の三つとなった。2007年1月30日から2月22日まで投票を行い、2月28日に新チーム名が「福岡ライジングBB」に決定。
5月に運営会社「福岡プロバスケットボールクラブ株式会社」を設立。親しみやすさや使用するロゴなどを考慮した結果、「ライジング福岡」を正式なチーム名にした。ゼネラルマネージャーには山村恭生、球団代表にはタレントの山本華世が就任した（現在は両名とも退任）。
なお、BBボーイズはチームとしては解散せず、当初は事実上ライジング福岡傘下のアマチュアクラブチームとして引き続き活動していたが、ライジング福岡に下部組織「J-RIZING」が結成されたため、その存在が宙に浮いた形になっている。

#### bjリーグ
2007-08シーズン
BBボーイズの川面とプロテクトによりプロ契約を交わし、エクスパンション・ドラフトで2選手、ドラフトで中川和之（指名直後は契約に至らず、2008年2月に契約）ら2選手を指名。この他、前東京アパッチの仲西淳、前新潟アルビレックスBBの原口真英や福岡県出身の加納督大らを獲得した。外国人選手はジェフリー・プライス、マイケル・ガーデナー、ジョシュ・ペッパーズ、元セネガル代表のドンゴ・ヌジャイと契約。2008年1月にはマイケル・パーカー、2月にはアーリーチャレンジ制度により竹野明倫と契約。ヘッドコーチは当初、ハウイ・ランダが就任したが、家庭の事情から開幕前にカール・ジョン・ニューマンに交代した。
参入初年度は序盤波に乗れず、ヌジャイが負傷により選手登録から外れる事態となった。しかし、ヌジャイに代わるセンターとして東京アパッチよりトレボーン・ブライアントが移籍すると破竹の勢いで勝ち星を重ね、大分ヒートデビルズをかわしてレギュラーシーズンウエスタンカンファレンス3位に滑り込む。ワイルドカードゲームではレギュラーシーズンの勝率で福岡を2割以上上回る高松ファイブアローズを下す番狂わせを演じ、ファイナル4に進出した。しかし、ファイナル4ではカンファレンスファイナルと3位決定戦で連敗して4位に終わった。
2008-09シーズン
新社長に竹内巧が就任し、山本華世前社長は新設の取締役兼球団代表となる。前大分ヒートデビルズの三友康平や新人の石谷聡らが新加入。シーズン中に仲西淳とのトレードで呉屋貴教が加入。レギュラーシーズンはウエスト4位となり、2シーズン連続でプレイオフまで進むが、カンファレンスセミファイナルでウエスト1位の琉球ゴールデンキングスに敗れファイナル4進出はならなかった。シーズン後にカール・ジョン・ニューマンがヘッドコーチを退任。
2009-10シーズン
山下裕司が新社長に就任し、竹内前社長は専務取締役兼GMになる。カール・ジョン・ニューマンの後任としてかつて大分ヒートデビルズを率いた小川忠晴が就任した。ウエスタン・カンファレンス3位となりプレイオフに進出したが、カンファレンスセミファイナルでウエスト2位の沖縄に敗れる。このシーズンをもって川面剛が引退。
2010-11シーズン
川口健太郎が代表取締役に就任し、山下前社長は相談役に退く。仲西淳、竹野明倫、ナイル・マーリーらが加入。ウエスタン・カンファレンス3位でプレイオフに進出。ホーム開催のファーストラウンドでウエスト6位の島根スサノオマジックに勝利して、カンファレンスセミファイナルに進出したが、ウエスト2位の大阪エヴェッサに敗れた。
2011-12シーズン
シーズン前に新GMとして元日本代表コーチでNBA解説者としても知られる奥野俊一がオーナー代行兼任として就任。前シーズンまでチームの大黒柱だったマイケル・パーカーが退団し、代わってNBAチーム在籍経験のあるケビン・パルマーらと契約。
シーズン途中の2月8日付で小川ヘッドコーチを解任、デイトリック茨城GMであった金澤篤志が新ヘッドコーチに就任した。2012年3月1日付けで奥野オーナー代行兼GMが新社長に就任した。ウエスト5位でプレイオフに進出したが、ファーストラウンドでウエスト4位の滋賀レイクスターズに敗れた。
2012-13シーズン
2012年6月30日付けで奥野社長が辞任。後任の社長は弁護士の伊藤眞が就任。新オーナーにはリーフラス代表取締役社長の伊藤清隆が就任。経営陣を一新した。2012年10月9日、リーフラス照葉事業所に球団事務所を移転。
外国人選手が全員入れ替わり、bjリーグでの経験が豊富なレジー・ウォーレン、ジュリアス・アシュビー、ジョシュ・ペッパーズらが加入。シーズン途中にジャスティン・ジョンソンを補強。レギュラーシーズンは開幕3連敗のスタートとなったが、最終的に過去最高の34勝をあげてウエスタンカンファレンス2位でプレイオフに進出。カンファレンスセミファイナルで島根スサノオマジックを降し、bjリーグ参入初年度の2007-08シーズン以来5シーズンぶりに出場したウエスタンカンファレンスファイナルの京都ハンナリーズ戦は、37-37の同点で迎えた第3Qに京都のオフェンスをフリースロー1本の僅か1得点（福岡25得点）に抑え、最終スコア83-66で快勝。ファイナルでは横浜ビー・コルセアーズに90-101で敗れたがチーム初のリーグ準優勝。
2013-14シーズン
球団事務所が南区に移転。新ヘッドコーチにCBA・山東ライオンズなどでの指導歴があるマック・タックを迎える。アシスタントコーチには前宮崎シャイニングサンズヘッドコーチの佐野公俊が就任。東京サンレーヴスを契約満了となった地元福岡出身の青木康平が加入。外国人選手ではウォーレンとアシュビーが残留、新たにマイケル・デル、セス・ターバーと契約。
開幕直前にタックヘッドコーチが家庭の事情により帰国したため、10月5日の高松ファイブアローズとの開幕戦より佐野アシスタントコーチが試合の指揮を執った。タックは福岡に戻らず11月15日に契約解除となり、11月19日に佐野が正式にヘッドコーチに就任した。
2014年1月25日、カナダのブロック大卒でドイツやベルギーなどでコーチを歴任してきたジェームス・ダンカンが新ヘッドコーチに就任（佐野はアシスタントコーチに復帰）。シーズンは5位でプレイオフに進出したが、ファーストラウンドで4位の浜松・東三河フェニックスに敗れた。
2014-15シーズン
伊藤清隆オーナーは、他社で問題を起こした東京のコンサル会社 からの派遣役員と派遣社員の全員を解任、球団から追放した。球団事務所を福岡市博多区中洲に移転。2014年9月1日に代表取締役社長に三國直行が取締役より昇格。前社長兼オーナーの伊藤はオーナー業務に専念する事になった ほか、元球団社長で株式会社アルテクス代表取締役社長の竹内巧と西日本銀行（現西日本シティ銀行）の元代表取締役専務で経営コンサルタントの川邊康晴が顧問に就任した。社会貢献イベントやクリニック活動も積極的に行い、福岡各地で実施している。
2014年12月22日、成績不振によりジェームス・ダンカンヘッドコーチを解任。浜中謙アシスタントコーチによる監督代行を経て、2014年12月29日に東京アパッチ（bjリーグ）・レラカムイ北海道（JBL）・ロサンゼルス・スパークス（WNBA）のヘッドコーチを歴任したジョー・ブライアントのヘッドコーチ就任を発表した。ブライアントHCの就任後の初戦（対島根スサノオマジック）を、勝利で飾った。1月28日、東京アパッチなどでブライアントHCのもとでプレー経験のあるジョン・ハンフリーを補強したが、結果は過去最低の西地区9位（総合19位）に終わったため、ジョー・ブライアントを解任。同時にオーナーも責任を取り退任し、社長の三國直行にオーナー権を移譲した。
2015-16シーズン
bjリーグとNBLが統合して2016-17シーズンに開幕する予定の新リーグ・JPBLの加盟申請に必要な支援承諾書を、福岡県バスケット協会が出さないという通達を受け、6月10日に新リーグ加盟断念のニュースリリースを発表した。しかし、その後も交渉を継続していくなか、2万人以上の署名が集まり、タイムリミットの15日に福岡県バスケット協会が支援承諾書をクラブに提出。同日、クラブはタスクフォースの入会審査委員会へ支援承諾書を提出し、正式に受理されたことで、ライジング福岡の新リーグへの参加が承認された。新HCに前島根スサノオマジックHC代行（2014年11月 - 2015年）の森山知広が就任。青木康平は継続契約、仲西淳が再加入した。両名とも福岡で根強い人気がある。新オーナーには、株式会社セントベーネの吉井盛治社長が就任した。
3月4日、森山HCとの契約を解除。5日・6日は和歌山トライアンズアンバサダーの石橋貴俊が短期契約でHC代行として指揮を執った。3月11日、新HCとしてジョゼップ・クラロスと契約した。シーズン途中、ジョシュ・ペッパーズの負傷欠場もあり苦しい戦いを強いられたものの、8位となり2年ぶりのプレーオフへ進出した。

### ライジングゼファーフクオカ

#### B.LEAGUE

##### 2016-17シーズン（B3リーグ）
新シーズンはセミプロによる3部「B3リーグ」に配属。
2016年9月7日に、Bリーグに申請していた、B2リーグ参入に必要な準加盟申請が承認された。
2017年5月、B3リーグ、ファーストステージ、ファイナルステージで優勝。レギュラーシーズンを含めた3ステージを総合したB2昇格を決定するための総合順位でも1位となり、B2の東京エクセレンス、鹿児島レブナイズのB2ライセンス不交付に伴う特例として、2017-18シーズンのB2昇格が確定。

##### 2017-18シーズン（B2 西地区）
河合竜児がHCに就任。序盤に小林大祐が負傷で離脱するアクシデントに見舞われながらも、47勝13敗で地区優勝。プレーオフでは準決勝でFイーグルス名古屋に2連勝し、初のB1昇格が決定した。決勝では秋田ノーザンハピネッツを相手に第1戦は落とすものの、第2戦・第3戦は連勝し、B2優勝を果たした。

##### 2018-19シーズン（B1 西地区）
2018年3月に神田康範が新社長に就任。3月9日の就任会見では「ここで実績を残し、いつかは（プロ野球）巨人の社長として呼ばれたい。熊本にも2つ（J2ロアッソ熊本、B2熊本ヴォルターズ）あるので本気でどっちかの経営をやってみたい」というチームの話題とかけ離れた発言の部分が話題になった。一方で、11年間チームを支えてきたチアリーダーの「RFC」と契約更新をせず、オフィシャルダンス＆ボーカルユニット「RZ」を結成。チームロゴを変更する など、さまざまな改革に乗り出した。
初のB1挑戦となったこのシーズンは引き続き河合竜児がHCとして指揮を執るが、開幕4節で7連敗を喫しボブ・ナッシュにHCを交代したものの、なかなか浮上のきっかけを見いだせず、最下位に低迷。
一方で運営面では、5億4千万円で年間予算を編成し、広告料や入場料収入で2億6千万円の収益を見込んだ上で、不足分をオーナーが広告費として支出する資金計画を立てていたものの、オーナーからの資金調達が困難となったことで、決算期までに約1億8千万円の資金がショートする可能性が発生。これにより、JPBLが2019年4月9日に開いた翌シーズンのクラブライセンス資格審査で、福岡に付与するライセンスを「解除条件付きB2ライセンス」とすることを決定。これにより、翌年度はチーム成績に関係なくB2への自動降格が決まっただけではなく、4月29日までに資金ショート回避のめどが立たなければB2ライセンスも交付されず、B3へ2段階降格する可能性も取りざたされることとなった。社長の神田康範は記者会見で既存株式の売却により資金調達をする考えを表明したが、「負債を抱えた状態でB3が受け入れてくれるかも分からない」と退会の可能性にも言及している。4月30日に資金繰りに目処が経ったため、B2ライセンスが交付された。9月になって神田は辞任し、新体制に刷新された。シーズン終了後多くの主力、特に福岡にゆかりのある選手が離れ、運営面のさまざまな失敗が目立ったシーズンだった。

##### 2019-20シーズン（B2 西地区）
ユーギ・カミノスが新ヘッドコーチに就任。B2に降格したこのシーズンも開幕から7連敗を喫して低迷。12月に2度目の7連敗を喫した後、2020年1月14日にカミノスが解任され、ジョゼップ・クラロス・カナルスがヘッドコーチに就任した。コロナ禍でシーズン打ち切りとなるまでの成績は12勝35敗で、西地区最下位の7位(12勝35敗)となった。

##### 2020-21シーズン（B2 西地区）
RZと契約を更新せず2シーズンでその役割を終えることとなった。前シーズンに引き続きジョゼップ・クラロス・カナルスがヘッドコーチを務める。最終成績はB2西地区5位(26勝33敗)。

##### 2021-22シーズン（B2 西地区）
女子バスケのENEOSサンフラワーズのヘッドコーチ(2019年～2021年)を務め、地元大濠高校出身でもある梅嵜英毅がヘッドコーチに就任。Bリーグ代表理事COOを9月29日に退任した古川宏一郎が10月1日付でライジングゼファーフクオカ株式会社の取締役副社長に就任。その後、1月1日付で代表取締役社長に就任。成績不振により梅嵜英毅ヘッドコーチを契約解除し、吉永大器アシスタントコーチがHC代行として指揮を執る。最終成績はB2西地区6位(20勝30敗)。

##### 2022-23シーズン（B2 西地区）
FCポルトで500試合以上、ナショナルチームで200試合以上を指揮した実績を持つラモン・ロペス・スアレス(モンチョ・ロペス)がヘッドコーチに就任。最終成績はB2西地区5位(20勝40敗)。

##### 2023-24シーズン（B2 西地区）
前シーズンに引き続きラモン・ロペス・スアレスがヘッドコーチを務める。6年ぶり2度目のプレーオフにB2西地区2位(36勝24敗)で進出。クォーターファイナルで山形ワイヴァンズと対戦し1勝2敗で敗退。

##### 2024-25シーズン（B2 西地区）
前シーズンアシスタントコーチだった浜口炎がヘッドコーチに就任。2勝6敗とスタートダッシュに失敗するも、その後クラブ新記録の19連勝をはさみ7年ぶりに西地区優勝(42勝18敗)し、昨シーズンに続きプレーオフに進出。クォーターファイナルは福井ブローウィンズと対戦し2連勝。セミファイナルは富山グラウジーズと対戦し2連敗となり7年ぶりのB1昇格を逃す。

## 成績

### 過去のリーグ戦

#### 福岡レッドファルコンズ
| 年度 | リーグ         | ディビジョン   | 回 | レギュラーシーズン | レギュラーシーズン | レギュラーシーズン | セミファイナル | セミファイナル | ファイナル | ファイナル | 最終結果 |
| 年度 | リーグ         | ディビジョン   | 回 | 勝                 | 敗                 | 順位               | 勝             | 敗             | 勝         | 敗         | 最終結果 |
| ---- | -------------- | -------------- | -- | ------------------ | ------------------ | ------------------ | -------------- | -------------- | ---------- | ---------- | -------- |
| 2005 | スーパーリーグ | スーパーリーグ | 5  | 0                  | 14                 | 棄権               |                |                |            |            | 棄権     |

#### ライジング福岡
| 年度    | レギュラーシーズン | レギュラーシーズン | レギュラーシーズン | レギュラーシーズン | レギュラーシーズン | レギュラーシーズン | レギュラーシーズン | レギュラーシーズン | 最終結果 | HC                                             | 備考                         |
| 年度    | 勝                 | 敗                 | 勝率               | ゲーム差           | 得点               | 失点               | 得失点差           | 順位               | 最終結果 | HC                                             | 備考                         |
| ------- | ------------------ | ------------------ | ------------------ | ------------------ | ------------------ | ------------------ | ------------------ | ------------------ | -------- | ---------------------------------------------- | ---------------------------- |
| 2007-08 | 20                 | 24                 | .455               | 4.0                | 87.0               | 89.5               | -2.5               | 西3位              | 4位      | カール・ジョン・ニューマン                     | 新規参入1年目 プレイオフ出場 |
| 2008-09 | 22                 | 30                 | .423               | 19.0               | 79.4               | 82.8               | -3.4               | 西4位              | 5位      | カール・ジョン・ニューマン                     | プレイオフ 地区準決勝敗退    |
| 2009-10 | 30                 | 22                 | .577               | 4.0                | 83.1               | 81.0               | +2.1               | 西3位              | 5位      | 小川忠晴                                       | プレイオフ 地区準決勝敗退    |
| 2010-11 | 30                 | 20                 | .600               | 2.0                | 89.0               | 85.4               | +3.6               | 西3位              | 5位      | 小川忠晴                                       | プレイオフ 地区準決勝敗退    |
| 2011-12 | 33                 | 19                 | .635               | 6.0                | 84.6               | 80.4               | +4.0               | 西5位              | 9位      | 小川忠晴 →金澤篤志                             | プレイオフ 地区1回戦敗退     |
| 2012-13 | 34                 | 18                 | .654               | 8.0                | 82.6               | 77.9               | +4.7               | 西2位              | 準優勝   | 金澤篤志                                       | プレイオフ ファイナル進出    |
| 2013-14 | 26                 | 26                 | .500               | 17.0               | 74.5               | 73.8               | +0.7               | 西5位              | 11位     | マック・タック →佐野公俊 →ジェームス・ダンカン | プレイオフ 地区1回戦敗退     |
| 2014-15 | 13                 | 39                 | .250               | 31.0(4.0)          |                    |                    |                    | 西9位              | 19位     | ジェームス・ダンカン →ジョー・ブライアント     |                              |
| 2015-16 | 20                 | 32                 | .385               | 8.0                | 39.7               | 40.6               | -0.9               | 西8位              | 16位     | 森山知広 →石橋貴俊 →ジョゼップ・クラロス       | プレイオフ 地区1回戦敗退     |

ゲーム差は()外は1位、()内はプレイオフ圏との差をそれぞれ表している。

#### ライジングゼファーフクオカ
| 年度    | 所属 | レギュラーシーズン | レギュラーシーズン | レギュラーシーズン | レギュラーシーズン | レギュラーシーズン | レギュラーシーズン | レギュラーシーズン | レギュラーシーズン | 最終結果 | HC | 備考 |
| 年度    | 所属 | 勝                 | 敗                 | 勝率               | ゲーム差           | 得点               | 失点               | 得失点差           | 順位               | 最終結果 | HC | 備考 |
| ------- | ---- | ------------------ | ------------------ | ------------------ | ------------------ | ------------------ | ------------------ | ------------------ | ------------------ | -------- | -- | ---- |
| 2016-17 | B3   | 28                 | 4                  | .875               | 1.0                | 2646               | 2076               | 570                | 2位                | 2位      |    |      |
| 計      |      | 28                 | 4                  | .875               |                    | 2646               | 2076               | 570                |                    |          |    |      |

### 個人別タイトル
最優秀コーチ
- 2007-08 カール・ジョン・ニューマン

ベスト5
- 2009-10 マイケル・パーカー
- 2010-11 マイケル・パーカー
- 2011-12 ケビン・パルマー

最多得点
- 2008-09 マイケル・パーカー
- 2009-10 マイケル・パーカー
- 2010-11 マイケル・パーカー

スティール
- 2007-08 マイケル・パーカー
- 2008-09 マイケル・パーカー
- 2010-11 マイケル・パーカー

ブロックショット
- 2009-10 マイケル・パーカー

3Pシュート成功率
- 2010-11 竹野明倫

### 個人記録
通算最多試合出場
マイケル・パーカー
1試合最多得点
マイケル・パーカー（44得点）
1試合最多リバウンド
マイケル・パーカー（20本）
1試合最多アシスト
マイケル・ガーデナー（13本）

### チーム記録

#### 得点失点関連記録
最多得点・最多失点
- 1試合最多得点

112得点（2008年4月20日高松ファイブアローズ戦）
- 1試合最多失点

114失点（2022年3月27日　熊本ヴォルターズ戦）
- 最多連勝記録

19連勝（2024年10月27日　バンビシャス奈良戦　～　2024年12月27日　神戸ストークス戦）

### ホームゲーム開催地

#### bjリーグ
太字はプレイオフ試合数。
| 自治体                       | アリーナ                     | 年度  | 年度  | 年度  | 年度  | 年度  | 年度  | 年度  | 年度  | 年度  |
| 自治体                       | アリーナ                     | 07-08 | 08-09 | 09-10 | 10-11 | 11-12 | 12-13 | 13-14 | 14-15 | 15-16 |
| 福岡市                       | アクシオン福岡               | 6     | 2     |       | 2     | 4     | 2     | 6     | 2     | 4     |
| 福岡市                       | 九電記念体育館               | 4     | 2     | 8     | 12    | 4     | 6     | 4     | 2     | 2     |
| 福岡市                       | 福岡市民体育館               | 4     | 2     | 6     | 8     | 10    | 6     | 12    | 4     | 5     |
| 福岡市                       | 福岡工業大学FITアリーナ      |       |       |       |       |       | 2     |       |       |       |
| 北九州市                     | 北九州市立総合体育館         | 6     |       |       |       |       | 2     |       |       | 2     |
| 北九州市                     | 九州共立大学                 |       | 6     | 2     |       |       |       |       |       |       |
| 宗像市                       | 宗像ユリックス               |       | 2     |       |       |       |       |       |       |       |
| 岡垣町                       | 岡垣サンリーアイ             | 2     | 2     |       | 中止2 | 2     |       |       |       |       |
| 飯塚市                       | 飯塚市飯塚第1体育館          |       | 2     | 1     |       |       |       |       | 8     | 8     |
| 嘉麻市                       | 嘉麻市嘉穂総合体育館         |       |       |       |       |       |       |       | 4     | 2     |
| 田川市                       | 田川市総合体育館             |       |       | 1     |       |       |       | 2     | 4     | 4     |
| 久留米市                     | 久留米総合スポーツセンター   |       | 2     | 4     | 2     |       |       |       |       |       |
| 久留米市                     | みづま総合体育館             |       |       | 2     |       | 2     | 4     |       | 2     | 2     |
| うきは市                     | うきはアリーナ               |       |       |       |       | 2     |       |       |       |       |
| 筑後市                       | 筑後広域公園体育館           |       | 2     |       |       |       |       |       |       |       |
| 佐賀市                       | 佐賀県総合体育館             |       |       |       |       |       | 2     |       |       |       |
| 唐津市                       | 唐津市文化体育館             |       | 2     | 2     |       |       |       |       |       |       |
| 山口市                       | やまぐちリフレッシュパーク   |       |       |       |       |       | 2     |       |       |       |
| 宇部市                       | 宇部市俵田翁記念体育館       |       | 1     |       |       | 2     | 2     | 2     |       |       |
| 下関市                       | 下関市体育館                 |       | 1     |       |       |       |       |       |       |       |
| ホームゲーム試合数           | ホームゲーム試合数           | 22    | 26    | 26    | 26    | 26    | 26    | 26    | 26    | 26    |
| プレーオフホームゲーム試合数 | プレーオフホームゲーム試合数 |       |       |       | 2     |       | 2     |       |       |       |

#### B.LEAGUE・B3.LEAGUE
| 自治体                 | アリーナ                 | 年度/所属ディビジョン | 年度/所属ディビジョン | 年度/所属ディビジョン | 年度/所属ディビジョン | 年度/所属ディビジョン | 年度/所属ディビジョン | 年度/所属ディビジョン | 年度/所属ディビジョン | 年度/所属ディビジョン | 年度/所属ディビジョン |  |
| 自治体                 | アリーナ                 | 16-17                 | 17-18                 | 18-19                 | 19-20                 | 20-21                 | 21-22                 | 22-23                 | 23-24                 | 24-25                 | 25-26                 |  |
| 自治体                 | アリーナ                 | B3                    | B2                    | B1                    | B2                    | B2                    | B2                    | B2                    | B2                    | B2                    |                       |  |
| 福岡市                 | アクシオン福岡           |                       |                       |                       |                       | 2                     |                       |                       |                       |                       |                       |  |
| 福岡市                 | 九電記念体育館           | 4                     |                       |                       |                       |                       |                       |                       |                       |                       |                       |  |
| 福岡市                 | 福岡市民体育館           | 6                     | 19                    | 6                     |                       | 1                     |                       | 5                     |                       | 3                     |                       |  |
| 福岡市                 | 福岡市総合体育館         |                       |                       | 19                    | 13(19)                | 15(17)                | 15(19)                | 19                    | 26                    | 24+2                  |                       |  |
| 太宰府市               | 太宰府市総合体育館       | 2                     |                       |                       |                       |                       |                       |                       |                       |                       |                       |  |
| 北九州市               | 北九州市立総合体育館     | 4                     | 2                     | 1                     | 2                     | 3(2)                  | 0(2)                  | 2                     | 2                     | 2+2                   |                       |  |
| 飯塚市                 | 飯塚市飯塚第1体育館      | 6                     | 6                     | 2                     | 0(3)                  | 2                     | 1                     | 2                     |                       |                       |                       |  |
| 飯塚市                 | 飯塚市総合体育館         |                       |                       |                       |                       |                       |                       |                       | 2+3                   | 4                     |                       |  |
| 田川市                 | 田川市総合体育館         | 6                     | 3                     |                       |                       | 2                     |                       |                       |                       |                       |                       |  |
| 久留米市               | 久留米アリーナ           |                       |                       | 2                     |                       | 4                     | 4                     | 2                     |                       |                       |                       |  |
| 久留米市               | みづま総合体育館         | 2                     |                       |                       | 2                     |                       |                       |                       |                       |                       |                       |  |
| 大川市                 | 大川市民体育館           |                       |                       |                       | 2                     |                       | 2                     |                       |                       |                       |                       |  |
| 大牟田市               | 大牟田市民体育館         |                       |                       |                       |                       |                       | 2                     |                       |                       |                       |                       |  |
| 五島市                 | 五島市中央公園市民体育館 |                       |                       |                       | 2                     |                       |                       |                       |                       |                       |                       |  |
| ホームゲーム試合数     | ホームゲーム試合数       | 30                    | 30                    | 30                    | 21(30)                | 29(30)                | 24(30)                | 30                    | 30                    | 30                    |                       |  |
| プレーオフゲーム試合数 | プレーオフゲーム試合数   |                       |                       |                       |                       |                       |                       |                       | 3                     | 7                     |                       |  |

括弧内は開催予定だった試合数

### 観客動員記録
最多観客動員試合
　5,618人(2019年2月2日　照葉積水ハウスアリーナ)
最少観客動員試合
　 298人(2022年2月4日　照葉積水ハウスアリーナ)

## エピソード

### 幻のJBL-bjリーグ交流戦
2007年9月11日・12日にアクシオン福岡にて、当時日本バスケットボールリーグ (JBL) に加盟するOSGフェニックス とのJBL-bjリーグ初の交流戦（フレンドシップゲーム）が行われる予定であったが、「OSGフェニックス側の諸事情」との理由で中止となり、2007年8月31日、公式サイトで発表された。bjリーグ及びライジング福岡の公式サイトでは開催概要などが掲載されていたが、JBLの公式サイトではこれらの記事に一切触れられておらず、中止に至ったのもJBLがJBA傘下外のチームとの対戦に難色を示したためといわれている。
なお、bjリーグ所属チームとJBA傘下チームの交流戦としては、2006年シーズン前に上市まつり前夜祭として、bjリーグ参戦直前の富山グラウジーズが日本リーグ（当時）加盟の石川ブルースパークスと対戦した実績がある。

### bjリーグ史上初の大学キャンパス内での公式戦
2008-09シーズンにおいて、ライジング福岡は公式戦のうち、6試合が当時冠スポンサーであった福原学園グループ属する九州共立大学の体育館で開催された。アメリカのプロスポーツや黎明期の日本プロ野球でも学校の敷地内で公式戦が行われ、同大学でも多目的ホールでプロボクシング興行が開かれたことがあるが、bjリーグとしては初めてとなる。なお、Bリーグ発足後はサンロッカーズ渋谷が青山学院大学内の青山学院記念館をホームアリーナに定めている。

### bjリーグ初の永久欠番
2011年、球団創設以来より活躍を続け、同年限りでプロ引退となった川面剛が付けていた背番号11を永久欠番とすることを発表した。bjリーグにおける永久欠番は史上初であったが、その後は経営体制の変更などに伴い、2013年に加入した青木が背番号11を付けることになり、永久欠番は解除となった。

### 注記
1. ↑  8チームが4回戦総当たりの28試合で戦う予定だったが、残り試合は「棄権」扱いとされ、勝敗にはカウントされなかった。他の7チームは相互のカードを増やし、各チーム26試合で行われた。
2. ↑  当初、チーム側は解任理由を「見解の相違」とのみ説明していたが、後に「勝率・勝星重視の小川の考え方と異なり、琉球ゴールデンキングス・大阪エヴェッサへの勝利を重視したチーム側との要求との相違に基づくチーム側からの契約解除」と説明を補足した[17]。
3. ↑  本来は、B3の年間総合順位1位クラブが、B2の最下位（18位）クラブ=この場合は鹿児島との入れ替え戦を行うことになっていたが、上記の通り2クラブがB2ライセンス基準未充足により成績に関わらずB3（またはそれ以下のクラス）への降格が決まったため、入れ替え戦は行われないことになった